# Heliport Ittoqqortoormiit

i7
i11
i13
Der Heliport Ittoqqortoormiit (ICAO-Code: BGSC) ist ein Hubschrauberlandeplatz in Ittoqqortoormiit im östlichen Grönland. Da er kein Abfertigungsgebäude besitzt, wird der Heliport auch als Helistop bezeichnet.

## Lage und Ausstattung
Der Heliport liegt im nordwestlichen Teil der Stadt, liegt auf einer Höhe von 238 Fuß und hat eine asphaltierte kreisrunde Landefläche mit einem Durchmesser von 27 m.

## Fluggesellschaften und Ziele
Der Heliport wird von Air Greenland bedient, welche regelmäßige Flüge zum Flughafen Nerlerit Inaat anbietet.